# Friedrich von Boetticher
Pour les articles homonymes, voir Boetticher.
Friedrich Heinrich von Boetticher (né le 11 juin juil. / 23 juin 1826 Greg.  à Riga et mort le 12 février 1902 à Dresde) est un éditeur, savant privé et historien de l'art saxon.

## Biographie
Friedrich von Boetticher est le dixième de 17 enfants du marchand et propriétaire Carl von Boetticher (1782-1859) et Emilie Wippert (1794-1855). Après avoir étudié au lycée de Riga, il étudie la philologie et plus tard le droit à Dorpat de 1846 à 1849. En 1849, il reçoit une formation d'agriculteur dans l'institution Brösa près de Bautzen de son futur beau-frère Ernst Theodor Stöckhardt (de), où en 1850 il épouse la fille du pasteur Eugenie Mitschke (1825-1858). La même année, il acquiert le manoir Zschillichau et le gère jusqu'en 1853. Après la vente, il travaille comme directeur général de son père à Riga. En 1854, il quitte la ville, s'installe en Saxe et achète une librairie d'édition à Dresde, qui devient plus tard un marchand d'art. En 1859, il devient citoyen saxon et, après la mort prématurée de sa première épouse, épousa la fille du major général Carl Johann von Friede, Alexandra von Friede (1822-1908).
À la suite de ses nombreuses années d'études en histoire de l'art, l'œuvre de sa vie «Œuvres de peintres du XIXe siècle, contribution à l'histoire de l'art» est apparue en 2 volumes dans lesquels environ 50 000 tableaux de peintres et peintres allemands travaillant en Allemagne sont répertoriés première fois, dont certains sont encore uniques aujourd'hui. Le livre est donc toujours utilisé comme preuve standard dans les ventes aux enchères d'art.
Friedrich von Boetticher est le père du médecin et généalogiste Walter von Boetticher, frère du maire de Riga Emil von Boetticher (de), par l'intermédiaire de sa fille aînée Maria (née en  1851) beau-père du maire de Weimar Karl Pabst (de) et par sa fille Eugénie (née en 1858) Beau-père du compositeur Franz Curti. Il meurt à Dresde en 1902 et est enterré dans l'ancien cimetière Sainte-Anne (de) de Dresde

## Travaux
- Malerwerke des neunzehnten Jahrhunderts, Beitrag zur Kunstgeschichte. 2 Bände, Dresden 1891–1898, Digitalisat: Band 1, Band 2
- Zur Erinnerung an Friedrich von Boetticher – Gedichte, Hrsg. Alexandra von Boetticher, Dresden, Februar 1902
- Weihnachtsgrüße von Friedrich von Boetticher – Gedichte, Hrsg. Alexandra von Boetticher, Dresden, Dezember 1902